# Philoponella fasciata
Philoponella fasciata là một loài nhện trong họ Uloboridae.
Loài này thuộc chi Philoponella. Philoponella fasciata được Cândido Firmino de Mello-Leitão miêu tả năm 1917.